# Jack Carlin
Jack Carlin (né le 23 avril 1997 à Paisley en Écosse) est un coureur cycliste britannique. Spécialiste des épreuves de vitesse sur piste, il compte notamment à son palmarès une médaille d'argent et de bronze aux Jeux olympiques de Tokyo 2020, ainsi que trois médailles d'argent aux mondiaux et cinq médailles aux championnats d'Europe.

## Biographie
Durant son adolescence, Jack Carlin pratique le football. À 14 ans, il se fracture les deux chevilles en jouant au football et commence à faire du vélo pour se maintenir en forme. Dans un premier temps, il roule en VTT avec son père sur les sentiers autour de Paisley, sa ville natale. Il rejoint ensuite les Glasgow Riders, un club de cyclisme et s'illustre sur piste, où il prend l'habitude de gagner les sprints en fin de course. Sur les conseils d'un coach, il se dirige alors vers les compétitions de vitesse. Il prend alors comme inspiration Chris Hoy, son compatriote multiple champion olympique.
En 2015, Carlin remporte la médaille de bronze de la vitesse par équipes aux championnats d'Europe juniors (moins de 19 ans) avec Joseph Truman et Alexander Joliffe. L'année suivante, il participe à plusieurs compétitions internationales de vitesse par équipes avec Truman et Ryan Owens. Le trio devient champion d'Europe de vitesse par équipes espoirs (moins de 23 ans) ensemble, puis vice-champion d'Europe chez les élites derrière la Pologne. En novembre 2016, ils remportent la vitesse par équipes lors des deux premières manches de la Coupe du monde sur piste à Glasgow et Apeldoorn.
Aux champion d'Europe espoirs de 2017, Carlin est à nouveau champion d'Europe de vitesse par équipes espoirs avec Ryan Owens et Joseph Truman. Il obtient également la médaille de bronze sur le keirin. Aux mondiaux de 2018, il est vice-champion du monde de vitesse individuelle (battu en finale par Matthew Glaetzer) et de vitesse par équipes (avec Ryan Owens et Jason Kenny). Aux Jeux du Commonwealth, il remporte une nouvelle médaille d'argent en vitesse, après une défaite en finale face à Sam Webster. Aux championnats d'Europe, disputés à Glasgow, à domicile, il est médaillé de bronze du keirin.
En 2019, il est troisième de la vitesse par équipes aux Jeux européens et deuxième de la vitesse par équipes des championnats d'Europe avec Kenny, Owens et Truman. En 2020, il est pour la deuxième fois vice-champion du monde de vitesse par équipes. En août 2021, il participe aux Jeux olympiques de Tokyo. Il est médaillé d'argent de la vitesse par équipes et médaillé de bronze de la vitesse individuelle, devancé à chaque fois par les Néerlandais Harrie Lavreysen et Jeffrey Hoogland. Il prend également la huitième place du keirin, après avoir échoué à se qualifier pour la finale remportée par son compatriote Jason Kenny.

## Palmarès sur piste

### Jeux olympiques
- Tokyo 2020
  -  Médaillé d'argent de la vitesse par équipes
  -  Médaillé de bronze de la vitesse individuelle
  - 8e du keirin
- Paris 2024
  -  Médaillé d'argent de la vitesse par équipes
  -  Médaillé de bronze de la vitesse individuelle
  - 4e du keirin

### Championnats du monde
| Édition / Épreuve              | Keirin | Vitesse individuelle | Vitesse par équipes |
| Hong Kong 2017                 |        |                      | 5e                  |
| Apeldoorn 2018                 | 5e     | Argent               | Argent              |
| Pruszków 2019                  | 5e     | 12e                  | 5e                  |
| Berlin 2020                    | 4e     | 20e                  | Argent              |
| Saint-Quentin-en-Yvelines 2022 |        |                      | Bronze              |
| Glasgow 2023                   |        | Bronze               |                     |

### Coupe du monde
- 2016-2017
  - 1er de la vitesse par équipes à Glasgow (avec Ryan Owens et Joseph Truman)
  - 1er de la vitesse par équipes à Apeldoorn (avec Ryan Owens et Joseph Truman)
- 2017-2018
  - 2e de la vitesse par équipes à Milton
  - 3e de la vitesse par équipes à Pruszków
  - 3e de la vitesse individuelle à Milton
- 2018-2019
  - 2e de la vitesse par équipes à Berlin
- 2019-2020
  - 2e de la vitesse par équipes à Minsk
  - 2e de la vitesse par équipes à Glasgow

### Coupe des nations
- 2022
  - 3e de la vitesse individuelle à Milton
- 2024
  - 2e de la vitesse par équipes à Milton
  - 3e de la vitesse par équipes à Adélaïde
  - 3e du keirin à Milton

### Jeux du Commonwealth
| Édition / Épreuve | Keirin | Vitesse individuelle |
| Gold Coast 2018   | 4e     | Argent               |
| Birmingham 2022   | Argent | Bronze               |

### Championnats d'Europe
| Épreuve / Édition          | Keirin | Vitesse individuelle | Vitesse par équipes                   |
| Montichiari 2015 (Athènes) |        |                      | Bronze                                |
| Montichiari 2016 (espoirs) |        | 10e                  | Or (avec Ryan Owens et Joseph Truman) |
| Saint-Quentin 2016         | 7e     |                      | Argent                                |
| Anadia 2017 (espoirs)      | Bronze |                      | Or (avec Ryan Owens et Joseph Truman) |
| Berlin 2017                |        |                      | 6e                                    |
| Glasgow 2018               | Bronze | 4e                   | 6e                                    |
| Apeldoorn 2019             |        |                      | Argent                                |
| Munich 2022                |        | Argent               | Bronze                                |
| Granges 2023               | 9e     | 6e                   | Argent                                |

### Jeux européens
| Édition / Épreuve | Vitesse par équipes |
| Minsk 2019        | Bronze              |

### Championnats de Grande-Bretagne
- 2017
  -  Champion de Grande-Bretagne de vitesse par équipes (avec Ryan Owens et Joseph Truman)
- 2018
  -  Champion de Grande-Bretagne de vitesse
  -  Champion de Grande-Bretagne de vitesse par équipes (avec Ryan Owens, Philip Hindes, Jason Kenny et Matthew Teggart)
- 2019
  -  Champion de Grande-Bretagne de vitesse par équipes (avec Ryan Owens, Philip Hindes et Jason Kenny)
- 2022
  -  Champion de Grande-Bretagne du keirin
  -  Champion de Grande-Bretagne de vitesse
  -  Champion de Grande-Bretagne de vitesse par équipes